# 仑头-生物岛-大学城隧道
仑头-生物岛-大学城隧道是广东省广州市内一组隧道群。用于连接海珠区官洲街道的仑头村、官洲岛（广州国际生物岛）和番禺区小谷围岛的广州大学城，是大学城连接海珠区乃至市区的两条不收费的陆路之一（另一条为小洲便桥）。在正式命名中，仑头至生物岛一段被命名为仑头隧道，生物岛至大学城一段被命名为官洲隧道。
隧道于2005年8月动工建设，2010年9月1日建成通车，全长2.48公里，使用沉管法隧道穿越新造水道，双向四车道，西北出入口于仑头村接科韵路与南沙港快速，东南出入口接大学城中环西路，途中设出入口接官洲岛的螺旋大道。
建设期间，征用官洲村土地53019.41平方米，包括征用当地村民先人堂所在土地并迁移到新建的骨灰楼；2007年3月由于出入工地的建筑车辆撞伤当地村民，曾引发大规模的冲突，需派出防暴警察控制现场并封锁连接陆路。
隧道建成后，2013年1月小洲便桥禁止机动车使用，多条公交线路不再过江到达大学城或需绕道仑头、官洲来过江，4号线成为出入大学城的居民或师生的主要交通线路，使该线路段的载客量水涨船高。小洲便桥曾被检测为危桥而拟定拆除，在大学城师生的呼吁下改为维修加固，并于2014年8月20日恢复通行。